# Boehmeria zollingeriana
Boehmeria zollingeriana är en nässelväxtart som beskrevs av Hugh Algernon Weddell. Boehmeria zollingeriana ingår i släktet Boehmeria och familjen nässelväxter. Utöver nominatformen finns också underarten B. z. podocarpa.